# Kepler-10b
Kepler-10b ist ein etwa erdgroßer Exoplanet und umkreist Kepler-10 im Sternbild Drache am Nordhimmel. Er ist der erste Gesteinsplanet, der mithilfe des Weltraumteleskops Kepler entdeckt wurde. Der Exoplanet hat etwa die 1,47-fache Größe und 3,72-fache Masse der Erde und war bis Januar 2011 der kleinste Planet, der bei einem anderen Stern aufgespürt und dessen Durchmesser mit der Transitmethode bestimmt werden konnte. Er umrundet seinen Zentralstern Kepler-10, der 560 Lichtjahre von unserem Sonnensystem entfernt ist, etwa alle 0,84 Tage bei weniger als einem 20stel der Entfernung zwischen Merkur und Sonne. Im gleichen System befindet sich auch Kepler-10c, ein größerer Gesteinsplanet, der den Stern alle 45 Tage umkreist.
Die Daten, welche zur Entdeckung von Kepler-10b führten, wurden von Mai 2009 bis Januar 2010 gesammelt.
Aufgrund der geringen Distanz zu seinem Stern liegt er nicht in der habitablen Zone. Schätzungen der Gleichgewichtstemperatur des Planeten liegen bei mehr als 1800 K (etwa 1600 °C). Seine Dichte von etwa 6,46±0,73 g/cm3 (Erde etwa 5,5 g/cm3) weist auf einen höheren Metallgehalt als bei der Erde hin.
Die Entdeckung von Kepler-10b ist ein wichtiger Meilenstein für das Kepler-Programm.

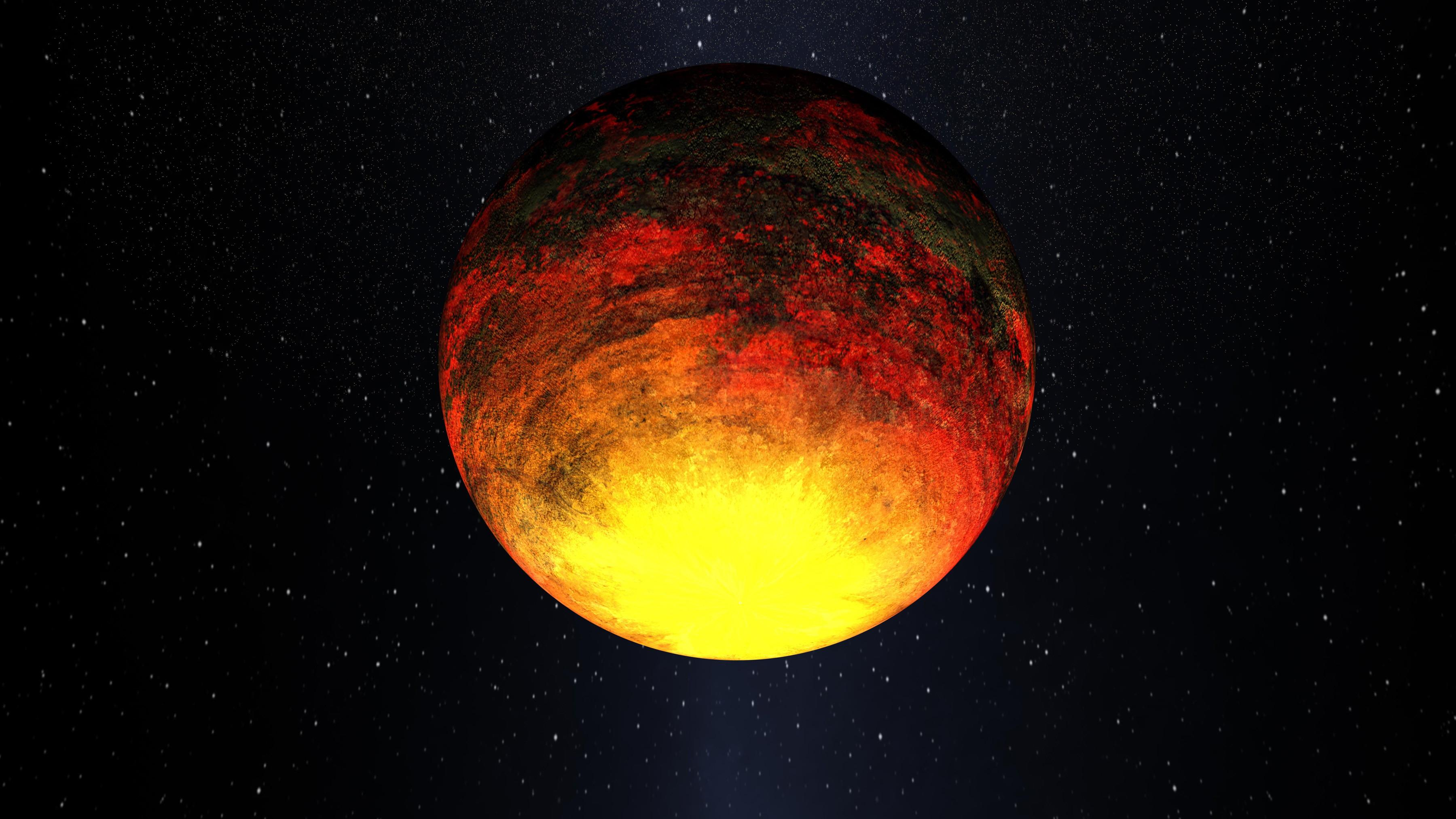
Künstlerische Darstellung von Kepler-10b